# Rugosana rugosa
Rugosana rugosa är en insektsart som beskrevs av Spångberg 1878. Rugosana rugosa ingår i släktet Rugosana och familjen dvärgstritar. Inga underarter finns listade i Catalogue of Life.